# Bitcoin XT
Bitcoin XT était un fork fort du Bitcoin Core, le client de référence pour le réseau bitcoin. Au milieu de l'année 2015, le fork a suscité beaucoup d'intérêt au sein de la communauté bitcoin dans le cadre d'un débat controversé entre les principaux développeurs sur l'augmentation de la taille maximale des blocs. 
L'implémentation de référence du bitcoin contient un goulot d'étranglement. En effet, la taille des blocs limite le nombre de transactions traitées par jour à environ 300 000 (soit environ 3 transactions par seconde).
Les promoteurs du fork proposaient que la taille des blocs passe à huit mégaoctets, puis qu'elle augmente automatiquement de façon exponentielle, doublant tous les deux ans. La proposition n'a pas reçu le soutien nécessaire pour entrer en vigueur sur le réseau Bitcoin au début de 2016, date la plus proche hâtive pour l'implémentation. Son utilisation a été en baisse constante après mars 2016.
Depuis août 2017, le Bitcoin XT est un client Bitcoin Cash par défaut.

## Histoire
Le 22 juin 2015, Gavin Andresen a publié le Bitcoin Improvement Proposal 101 (BIP 101) demandant une augmentation de la taille maximale des blocs. Les modifications proposées permettraient d'activer un fork autorisant des blocs de 8 Mo (dont la taille doublerait tous les deux ans) une fois que la modification aurait été implantée dans 75 % des blocs d'un tronçon de 1 000 blocs minés après le début de 2016. Le nouveau taux de transaction en vertu de ce changement aurait été de 24 transactions par seconde.
Le 6 août 2015, la proposition BIP101 d'Andresen a été incluse dans la codebase XT,. Par la suite, le fork n'ayant pas  obtenu le succès attendu, la BIP 101 a été inversée et l'augmentation de la taille des blocs à 2 Mo du Bitcoin Classic a été appliquée à la place.

## Réception
La version du Bitcoin XT d'août 2015 a fait l'objet d'une large couverture médiatique. The Guardian a écrit que « le bitcoin faisait face à la guerre civile ».
Wired a écrit que « le Bitcoin XT illustre les fondements extrêmement sociaux - extrêmement démocratiques - du concept open source, une approche qui rend l'open source tellement plus puissant qu'une technologie contrôlée par une personne ou une organisation ».
Le développeur Adam Back a critiqué le fait que le seuil d'activation de 75 % était trop bas et que certains des changements étaient peu sûrs. Certains considèrent qu'il souhaitait par là influencer la communauté vers le choix de Blockstream.

## Alignement sur le Bitcoin Cash
Le 25 août 2017, Bitcoin XT a publié la version G, qui était un client Bitcoin Cash par défaut. Par la suite, la version H a été publiée, qui prenait en charge la mise à niveau du protocole Bitcoin Cash de novembre 2017, suivie de la version I, qui prenait en charge la mise à niveau du protocole Bitcoin Cash de mai 2018.